# 张广军
张广军（1965年3月21日—），男，天津人，中国测试计量专家，中国工程院院士，中国共产党第十九届中央委员会候补委员。

## 生平
1986年6月加入中国共产党。1991年4月参加工作，取得天津大学精密仪器工程系学士、硕士和博士学位。后到北京航空航天大学任教，历任北京航空航天大学自动化科学与电气工程学院院长、仪器科学与光电工程学院院长、研究生院常务副院长。2008年12月，任北京航空航天大学副校长。
2015年11月，任东南大学校长。2017年10月，当选中国共产党第十九届中央委员会候补委员。
2021年11月，任科学技术部副部长。
2023年11月，任华中科技大学党委书记。

## 荣誉
2013年当选中国工程院院士。